# Albert Borée
Albert Luis Konrad Hans Borée (12. Juli 1864 in Elbingerode – 5. Januar 1910 in Berlin) war ein deutscher Theaterschauspieler, -regisseur und Komiker.

## Leben
Borée war ein Sohn des Apothekers Wilhelm Borée und seiner Ehefrau Juliane, geborene Trumpff (1841–1911). Einer seiner Brüder war der Dresdner Pfarrer Wilhelm Borée (1862–1945).
Ohne dramatischen Unterricht begann Borée seine Bühnenlaufbahn in Plauen, kam dann nach Bromberg, Göttingen, Neu-Strelitz und trat 1893 in den Verband des Stadttheaters Straßburg. Er wirkte dort als Charakterkomiker und auch als Regisseur.
Eine Verwandtschaft mit der Sängerin Minna Borée (1846–1890), die ebenfalls in Elbingerode geboren wurde, ist offensichtlich, der Status des Verwandtschaftsgrades ist aber ungeklärt.
Verheiratet war er mit dem Schauspielerin Jenny Marba.

## Veröffentlichung
- Albert Borée: …weil noch das Lämpchen glüht. Ernstes und Heiteres aus dem Bühnenleben. Verlag Neues Leben Wilhelm Borngräber Berlin [1912]. Das 269 Seiten umfassende Buch schildert die Arbeit im Wandertheatermilieu Ende des 19. Jahrhunderts.